# Quett Ketumile Masire
Quett Ketumile Joni Masire (* 23. července 1925, Kanye, Bečuánsko – 22. června 2017, Gaborone, Botswana) byl druhým prezidentem Botswany.
Masire pocházel z jihovýchodu dnešní Botswany, byl nejstarším synem nižšího náčelníka etnika Bangwaketse. V dětství pracoval jako pasáček a navštěvoval místní školy. Později získal v Jižní Africe učitelské vzdělání. Živil se jako učitel, úředník a novinový korespondent. V roce 1958 byl zvolen do kmenové rady a roku 1961 získal jako zástupce své rodné oblasti křeslo v nově vzniklé legislativní radě britského protektorátu Bečuánsko. O rok později se stal spolu se Seretse Khamou spoluzakladatelem Bečuánské (později Botswanské) demokratické strany (BDP), působil jako její generální tajemník a editor stranických tiskovin.
Poté, co BDP vyhrála volby, byl v Khamově vládě jmenován prvním místopředsedou vlády. Jako takový se účastnil jednání o nezávislosti protektorátu. Když se Khama stal roku 1966 prvním Botswanským prezidentem, stanul Masire opět po jeho boku jako viceprezident. Současně zastával i post ministra financí, později, po dlouhé období let 1967–1980, byl ministrem rozvojového plánování. V této roli bezesporu přispěl k botswanské hospodářské stabilitě. Pod jeho vedením byly zisky z Botswanské těžebního průmyslu citlivě investovány do dalších sektorů ekonomiky.
Po smrti prezidenta Khamy v roce 1980 se Masire stal druhým botswanským prezidentem. Jeho mandát byl potvrzen v letech 1984, 1989 a 1994.
Pod Masirovým vedením zůstala Botswana i přes sérii vládních korupčních skandálů věrná svým demokratickým tradicím. V listopadu 1997 stárnoucí Masire prohlásil, že v březnu následujícího roku odstoupí z funkce. Tak se také skutečně stalo a prezidentský úřad zaujal Masirův viceprezident Festus Mogae.
V následujících letech byl Masire činný v oblasti diplomacie, intenzivně se jako prostředník angažoval při řešení občanské války v Demokratické republice Kongo.

## Vyznamenání
- Řád Agostinha Neta – Angola, 1992[1]
- Řád welwitschie podivné – Namibie, 1995

- čestný rytíř velkokříže Řádu svatého Michala a svatého Jiří – Spojené království, 1991[2]